# 정원창
정원창(1989년 9월 1일 ~ )은 대한민국의 배우이다.

## 학력
- 대구범어초등학교
- 대구동부중학교
- 경북고등학교
- 한양대학교 연극영화학과 학사

## 출연작

### 영화
- 《서울괴담》 (2022년) - 정균 역
- 《미드나이트》 (2021년) - 경찰 3 역
- 《샤크 더 비기닝》 (2021년) - 배석찬 역
- 《검은 여름》 - 후배 역 (2019년)
- 《0.0MHz》 (2019년) - 태수 역
- 《극한직업》 (2019년) - 부산분점 손님 역
- 《내안의 그놈》 (2018년) - 민우친구 7 역
- 《아이 캔 스피크》 (2017년) - 영어학원 남학생 1 역
- 《군함도》 (2017년)

### 드라마
- 《조선 정신과 의사 유세풍》 (2022년, tvN) - 조신우 역
- 《경이로운 소문》 (2020년, OCN) - 신혁우 역
- 《그녀의 사생활》 (2019년, tvN) - 김유섭 역
- 《KBS 드라마 스페셜 - 닿을 듯 말 듯》 (2018년, KBS2) - 허코치 역
- 《욱씨남정기》 (2016년, JTBC)